# 오즈 (프로그래밍 언어)
오즈(Oz)는 다중 패러다임 프로그래밍 언어이다. 독일 자를란트 대학교의 프로그래밍 시스템 연구실에서 개발하고 있다.
오즈를 구현한 모차르트 프로그래밍 시스템은 공개 소프트웨어 라이선스로 배포되며 유닉스, FreeBSD, 리눅스, 마이크로소프트 윈도우, OS X등 다양한 운영 체제에 이식되었다.

## 예제

### 클래스 정의 및 사용
```
class
 
Counter

   
attr
 
val

   
meth
 
init
(
Value
)

      
val
:
=
Value

   
end

   
meth
 
browse

      
{
Browse
 
@
val
}

   
end

   
meth
 
inc
(
Value
)

      
val
 
:
=
@
val
+
Value

   
end

end

local
 
C
 
in

   
C
 
=
 
{
New
 
Counter
 
init
(
0
)}

   
{
C
 
inc
(
6
)}

   
{
C
 
browse
}

end

```

## 같이 보기
- 앨리스 (프로그래밍 언어)
- 데이터플로 프로그래밍